# Legionellales
Legionellales es un orden de proteobacterias.  Como todas las proteobacterias, son gramnegativas. Comprende dos familias, tipificadas por Legionella y Coxiella, respectivamente, los cuales incluyen notables patógenos. Por ejemplo, la fiebre Q es causada por Coxiella burnetii y Legionella pneumophila causa la enfermedad de los legionarios.